# 秩父丸
秩父丸（ちちぶまる）は、日本郵船が保有した貨客船である。1939年（昭和14年）1月に鎌倉丸（かまくらまる）と改名された。船名由来は秩父神社。

## 概要
日本郵船の保有船大刷新の目玉である浅間丸型客船の1隻として1930年（昭和5年）に就役し、当時の日本に数少ない本格的客船となった。姉妹船（浅間丸、秩父丸、龍田丸）は揃って北米航路に就航し、「太平洋の女王」と称された。また有事においては航空母艦に改造することも計画されていた。
秩父丸級との呼称もあった。
秩父丸は1939年（昭和14年）1月に鎌倉丸（かまくらまる）と改名。太平洋戦争中は日本海軍に徴用され、軍用輸送船のほか戦時交換船としても活動した。1943年（昭和18年）4月28日、フィリピン方面でアメリカ海軍潜水艦の魚雷攻撃により沈没した。

## 建造の経緯
1920年代後半、日本郵船は、北米向けの太平洋航路の刷新のため、新造船による保有船の大規模な更新を進めていた。本船を含む浅間丸型は、その目玉として建造が計画された。商業的に見ると各国の大型客船と同様に採算が難しかったが、客船重視の日本郵船の経営理念や、戦時の徴用を意図した国防上の強い要請もあって建造が決まった。
後に秩父丸となる浅間丸型2番船は、はじめ川崎造船所に発注された。ところが、基本設計などが終わった段階で、金融恐慌の影響により川崎造船所が経営難で操業継続に支障をきたしたため、横浜船渠での建造に変更される。1927年（昭和2年）8月19日、契約締結。当時の横浜船渠は7,000トン程度までの中型船の建造実績や川内型軽巡洋艦3番艦「那珂」等の建造実績しかなく、本船が初めての大型船建造の経験となった。日本郵船より阿部吾一（船舶監督）を横浜船渠常務として迎え、阿部の指揮下で建造された。阿部を筆頭に、20名以上の技師や工員をヨーロッパに出張させ、材料調達や研究に取り組んだ。各種資材・客室装備・艤装等は輸入品だった。
またワシントン海軍軍縮条約により航空母艦（空母）建造を制限された大日本帝国海軍は、有事において大型客船を空母に改造することを計画していた。海軍は逓信省を通じて浅間丸型の設計に関与し、特に前後部の船倉口は航空機用エレベーターとなる予定だった。
「秩父丸」（建造番号　S170）は1928年（昭和3年）2月6日に、5号船台で起工。
1929年（昭和4年）5月8日の進水式は、見学した来賓2,000名、観客20,000名と伝えられる。
「秩父丸」と命名されて艤装が進み、同年12月24日には試運転、各種試験航海を経て翌1930年（昭和5年）3月10日に竣工した。
本船は当事の日本における最大級の客船で、総工費は1193万円を要した。また船名にちなんで、船橋内には秩父神社の神霊が奉安された。
本船は姉妹船2隻（浅間丸、龍田丸）と基本的に同型だが、これら2隻は主機にスルザー型の2サイクル単動ディーゼルエンジン4基を搭載し4軸にしたのに対し、「秩父丸」ではデンマークのバーマイスター・アンド・ウェイン（B&W）社製8気筒4サイクル複動ディーゼルエンジン8840D150型（シリンダー径840mm行程1500mm）2基　2軸を採用した点で異なっていた。このディーゼルエンジンは1925年（大正14年）就航の同規模のスウェーデン客船「グリップスホルム」（17,993総トン）に6気筒のB&W 6840D150型が搭載され良好な使用実績をあげており、日本郵船もこのエンジンの搭載を希望した。建造所が変更になった際、B&W型エンジンの経験が無い横浜船渠は主機の変更を要望したが、B&Wエンジンの輸入代理店でライセンシ―でもあった三井物産からの大幅な価格引き下げ提案もあって、そのまま搭載が決まった。この搭載主機の違いから秩父丸は太い一本煙突となり、姉妹船2隻が2本煙突であるのと外観上で顕著な違いを生じている。三菱（横濱船渠）は「3隻が全く同型であると、その中の一隻に事故が起きるという迷信」を避けたためと説明している。
姉妹船2隻より500トン余り大きな17,526トンという総トン数は、竣工当時の日本客船としては最大だった。また船内装飾も姉妹船2隻と異なっている。2隻（浅間丸、龍田丸）の内装はクラシックデザインとして英国ワーレンギロー社に発注されたが、「秩父丸」はモダンデザインを採用。高級客室部分は英国ヒートン・タブ社、公室部分は仏国マーク・シモン社、客室のうち2つにあった日本間は竹中工務店が担当した。その後も1989年（平成元年）にふじ丸が竣工するまで59年にわたり日本客船史上最大の地位を保ち続けた。

## 運用

### 太平洋横断航路への就航
1930年（昭和5年）4月4日、「秩父丸」は横浜とサンフランシスコを結ぶ北米向け太平洋横断航路に就航した（処女航海）。5,500マイルを12日間と9時間14分で走破、当時の太平洋横断新記録を樹立した。「浅間丸」から半年後れで、「龍田丸」よりは20日ほど早かった。浅間丸型客船は3万総トン以上もある大西洋航路の客船に比べると小型で、同時期に太平洋航路に投入されたイギリスの客船エンプレス・オブ・ジャパン（カナダ太平洋汽船：26,032総トン）やアメリカの客船プレジデント・クーリッジ（ダラー・ライン：21,936総トン）などのタービン機関搭載のライバルと比べても規模や速力で見劣りしたが、日本では画期的な豪華客船ということで「太平洋の女王」と称された。「秩父丸」は順調に航海を重ね、1938年（昭和13年）7月6日には姉妹船2隻に先駆けて太平洋横断100回を記録した。なお、サンフランシスコ航路は命令航路とされ、多額の補助金を投じて運航されている。
また日本海軍は有事において浅間丸型3隻（秩父丸、浅間丸、龍田丸）を特設航空母艦に改造する予定を立てており（前述）、その場合、浅間丸級3隻と駆逐艦2隻（秋風、羽風）で第五航空戦隊を編成予定だった（昭和10年11月12日案）。航空機や兵器の進化にあわせ、空母改造時の設計図は毎年更新されていたという。
1939年（昭和14年）1月18日、「秩父丸」は鎌倉丸と改名している。改名の背景には、1937年（昭和12年）の内閣訓令第3号によるローマ字公式表記の変更にあった。従来のヘボン式では“Chichibu-Maru”の表記であったのが、訓令式では“Titibu-Maru”になるところ、乳首を意味する英語の俗語“Tit”と通じることが問題となった。1938年（昭和13年）2月にいったんは訓令式に船名表記が変更された後、特例としてヘボン式表記に戻したが、最終的に逓信省から船名変更を余儀なくされた。改名に伴い、秩父神社の神霊と替わって、鎌倉宮の神霊が船橋内に奉安された。
1941年（昭和16年）1月23日、野村吉三郎駐米大使（特命全権大使）は「鎌倉丸」に乗船、対米交渉のためアメリカ本土に向かった。日米関係の悪化により同年7月、サンフランシスコ航路は休航となった。8月17日、「鎌倉丸」（重光葵駐英大使等乗船）は神戸に到着し、サンフランシスコ航路最後の航海を終えた。
「秩父丸」に乗船した著名人にはメアリー・ピックフォード、ダグラス・フェアバンクス、グリエルモ・マルコーニ、シューラ・チェルカスキー、アメリータ・ガリ＝クルチ、アーノルド・ファンクがいる。

### 戦時中の行動
本船が神戸に帰着した1941年（昭和16年）8月17日、同日付で「鎌倉丸」は日本海軍に徴用された。
前述のように航空母艦への改装候補でもあったが、船齢がやや古いことやディーゼル主機で速力に余裕が無いことを考慮して見送られている。本型3隻（浅間丸、龍田丸、秩父丸）用に開発されていた艤装は、新田丸級貨客船/大鷹型航空母艦3隻〔新田丸(冲鷹)、八幡丸(雲鷹)、春日丸(大鷹)〕の空母改装時に流用された。
特設運送船となった「鎌倉丸」は、太平洋戦争勃発後、主に南洋諸島方面への人員や重要物資の輸送任務に従事した。自衛用の武装として、船首と船尾の砲座に火器が据えられたほか、敵潜水艦や魚雷のスクリュー音を探知するための水中聴音機も装備されていた。
優れた速度を生かせば敵潜水艦の攻撃を回避できると期待されたことや高速護衛艦の不足から、護送船団には加入せず単独航海をすることが多かった。護衛がつく場合もあり、1942年（昭和17年）6月29日には最新鋭の秋月型駆逐艦1番艦「秋月」に護衛されて横須賀を出発。スラウェシ島（セレベス島）マカッサルまで航海すると、7月17日に佐世保に帰投した（秋月は7月18日横須賀着）。

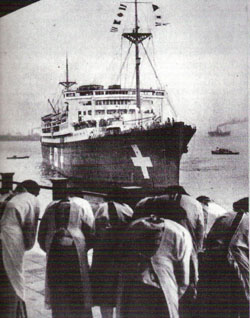
交換船としての航海を終えて横浜へ帰着した鎌倉丸。シドニー攻撃戦死者の遺骨を出迎えるため、埠頭に人々が集まっている。

戦時中の特別な任務では、1942年（昭和17年）8月に日英交換船として本来の客船らしい航海を行っている。第1回日米交換船では日本側から浅間丸が参加していたが、日英交換船では鎌倉丸が龍田丸とともに日本側を担当することになった。7月25日、一時的に海軍から徴用を解除される。舷側に日の丸、船体各所に交換船であることを示す白十字の識別塗装を施され、船尾と上部構造物側面には白十字の識別標識が取り付けられた。船体は上部が白色、下部が黒色の平時に近い塗装となっている。
8月10日、乗客を乗せずに横浜から出航、神戸でスイス外交官を乗船。上海でイギリス領事館関係者や民間抑留者ら敵性外国人903名を収容、シンガポール（当時の日本側呼称は昭南）でもイギリス人3名を乗船させた。ただし、大内健二によれば乗船者総数は910名である。航海は順調で、9月8日（大内によれば8月28日）に交換地である当時中立国であったポルトガル領東アフリカの交換地ロレンソ・マルケスに到着、乗客を下船させた。同地で待機していたイギリス側の客船「シティ・オブ・カンタベリー」から新任領事館員等と日本人合計867名、タイ王国人4名、ドイツ外交官2名、捕虜援助物資および特殊潜航艇によるシドニー港攻撃で戦死した日本兵の遺骨を引き取ると、9月11日（大内によれば9月2日）に帰途に就いた。特殊潜航艇（甲標的）隊員の遺骨四柱は、鎌倉丸乗組員が制作した骨箱に収められた。シンガポールで日本人450名とタイ人4名が下船、香港で捕虜援助物資約1,000トンを陸揚げした後、10月8日（大内によれば9月27日）に横浜へ無事に到着した。
交換船としての任務を終えた鎌倉丸は、1942年（昭和17年）10月15日から再び海軍徴用船となり、従前と同じ輸送任務に従事した。福井静夫（海軍技術将校、艦艇研究家）によれば、鎌倉丸型各艦は春日丸級/大鷹型〔八幡丸(雲鷹)、新田丸(冲鷹)〕の空母改造が終了次第、浅間丸級を逐次空母に改造する予定であったという。しかし、3隻（鎌倉丸、龍田丸、浅間丸）とも空母に改造される機会なく沈没した。

### 沈没
1943年（昭和18年）4月15日に神戸からバリクパパン（ボルネオ島）へ向け出航したのが最後の航海となった。佐世保に立ち寄り、平島型敷設艇4番艇「鷹島」に護衛されて4月19日16時出発。佐世保出港時の乗客は2234名と兵員約500名、物資3000トンだったという。
22日午前中、2隻（鷹島、鎌倉丸）は最初の経由地高雄に到着。マニラに寄港するまでは護衛艦が随伴したが、「鷹島」の最大発揮速力は14ノットで、本船も13ノットに速力を落とさなければならなかった。第一海上護衛隊と協議した結果、「鷹島」は別の船団を護衛して内地に帰投することに決定。マニラ以後、23日以降は単独航海に切り替え、27日もしくは30日のバリクパパン到着を予定していた。安全と見られていたスールー海に入り18ノットでバリクパパンを目指した。
生存者によれば、駆逐艦1隻が28日午前零時まで護衛していたという。
4月28日午前2時頃、パナイ島ナソ岬南西30海里（北緯10度18分・東経121度44分）付近に差し掛かったところで、浮上接近してきたアメリカの潜水艦ガジョン (USS Gudgeon, SS-211)の発射した魚雷2発が、鎌倉丸右舷に命中した。日本側乗員は攻撃を受けるまでガジョンを察知できず、被雷後に自衛用の砲を発砲している。浸水は救命艇を降ろす間もなく急速に進んだ。午前2時15分、「鎌倉丸」は船首を棒立ちさせて沈没した。
沈没地点記録、パナイ島ナソ岬西方約5マイル北緯10度25分 東経121度50分 / 北緯10.417度 東経121.833度。米軍潜水艦は生存者に砲撃と機銃掃射をおこなったあと、幾名かを捕虜として潜没したという。
生存者は海面に残った救命艇2隻と伝馬船1隻、筏などを頼って漂流した。本船は単独航海であったため遭難地点が特定できず、救助が遅れた。5月2日、捜索中の日本海軍機が救命艇を発見。特設砲艦の木曽丸・武昌丸と特設掃海艇の第2京丸によって救助活動が行われたが、マニラ出港時の乗船者約2,500名（主に海軍の軍人・軍属。女性150名を含む）のうち収容された生存者は465名だけであった。大内健二によれば乗員を含む死者は2,176名で、太平洋戦争中の日本輸送船で13番目に死亡人員が多い事例となった。
「鎌倉丸」沈没の報告を受けた高松宮宣仁親王（海軍大佐、昭和天皇弟宮）は「輸送ト護衛ノ不一致組織ハ次ギ次ギニカヽカル事故ヲ生ゼシムル主原因ナリ。速ニ海、陸、民船ヲ統制シ、護衛ト一手ニ実施管制スル組織ヲツクルコト肝要ニシテ、先ヅ海軍内ニテノ統一ヲ断行セザルベカラズ」と総括している。